# Mzilikazi
Mzilikazi kaMashobane, ook bekend als Umsiligasi, Mozelekatse of Silkaats (1796 - 9 september 1868), was vijftig jaar lang koning van de (Noord-)Ndebele, een volk dat hij van het hedendaagse Zuid-Afrika naar Zimbabwe leidde.
Na de executie van zijn vader door Zwide werd Mzilikazi een luitenant van de machtige Zoeloekoning Shaka. In 1822 deserteerde hij en vluchtte hij met zijn volgelingen van Natal naar de Transvaal, waar hij grote verwoestingen aanrichtte die het begin inluidden van de vernietigende Mfecane-oorlogen. De volgende jaren bezette hij verschillende gebieden in de Transvaal. In 1836 opende hij de aanval op de migrerende Voortrekkers, die met succes terugsloegen en Mzilikazi naar het noorden verdreven. Daarna regeerde hij over het Koninkrijk Mthwakazi in het hedendaagse Zimbabwe tot zijn dood in 1868.
Aan het begin van zijn koningschap had hij de leiding over zo'n 200 vluchtelingen; aan het einde van zijn leven bestuurde hij zo'n 100.000 onderdanen. Hoewel hij met een ijzeren vuist regeerde wordt hij beschouwd als een succesvol staatsman, die een grote invloed heeft gehad op de geschiedenis van Zuidelijk Afrika.

## Biografie

### Jeugd
Mzilikazi (betekenis: "de grote weg") werd in 1796 geboren in Natal, een streek in het oosten van het hedendaagse Zuid-Afrika. Zijn vader Mashobane was stamhoofd van de Khumalo, een kleine Ngunistam die onderdanig was aan de machtige Ndwandwe van koning Zwide. Zwide was Mzilikazi's grootvader aan moederszijde, en het was aan zijn hof waar Mzilikazi opgroeide. In 1818 werd Mashobane door zijn schoonvader Zwide beschuldigd van verraad en geëxecuteerd. Als zoon van zijn belangrijkste vrouw volgde Mzilikazi zijn wijlen vader op als stamhoofd.

### Mfecane

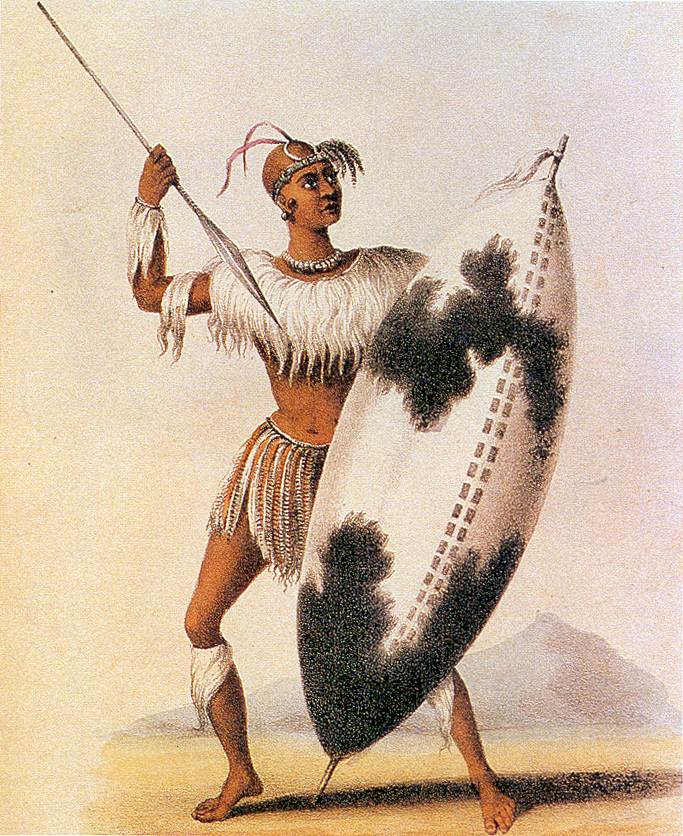
Een Ndebelekrijger door William Cornwallis Harris, 1836

Vlak na de dood van zijn vader brak er oorlog uit tussen de Ndwandwe en de Zoeloes, onder leiding van de nieuwe koning Shaka. Mzilikazi liep over naar de Zoeloes en diende kortstondig als luitenant in Shaka's leger. Toen Mzilikazi in 1822 na een succesvolle rooftocht weigerde het buitgemaakte vee aan Shaka af te staan stuurde de Zoeloekoning een strafexpeditie op hem af. Op de heuvel Ntumbane kwam het tot een treffen tussen hun twee legers. Mzilikazi werd verslagen en vluchtte met 200 overlevende volgelingen over de Drakensbergen en de Transvaal in.
Om zich tegen de toorn van de Zoeloes te beschermen had Mzilikazi groot belang bij een bufferzone. Daarop besloot hij alle inheemse Sothostammen en Sanvolken tussen de Magaliesbergen en de Limpoporivier van de kaart te vegen. Dit was het begin van een genocidale periode in de Zuid-Afrikaanse geschiedenis die bekend staat als de Mfecane. Volledige stammen werden uitgeroeid, meisjes werden gevangen genomen en jongens tot slaaf gemaakt. De rest werd vermoord. Toen Mzilikazi in 1824 ver genoeg was verwijderd van de Zoeloes stichtte hij zijn hoofdkraal Ekupumleni aan de Olifantsrivier. Oorlogen met de plaatselijke Pedi en andere Sothostammen leverden hem veel vee en volgelingen op, zowel door veroveringen als door het opnemen van vluchtelingen. Binnen twee tot drie jaar had Mzilikazi het machtigste en rijkste koninkrijk van de Transvaal in zijn bezit.

### Transvaal

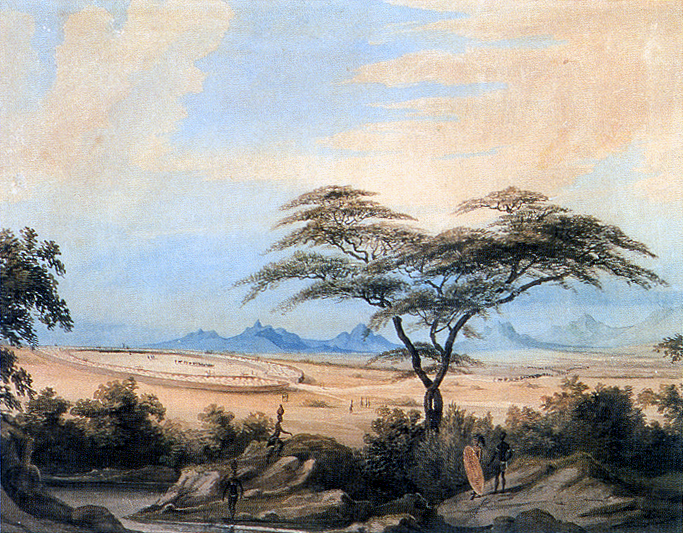
Een impressie van Kapain door William Cornwallis Harris, 1836

Veediefstallen van de Taung (San) en de Bergenaars (Griekwa), alsmede een dreigend offensief van de Zoeloes, dwongen Mzilikazi om zijn kraal te verplaatsen. Ten noorden van het hedendaagse Pretoria stichtte Mzilikazi zijn nieuwe hoofdkraal Mhlahlandlela.  In 1828 en 1830 poogden bandieten onder leiding van respectievelijk Jan Bloem (de stichter van Bloemfontein) en Barend Barends grote kuddes vee van Mzilikazi te stelen, maar beide commando's werden genadeloos neergeslagen.
In 1829 ontmoette Mzilikazi de Schotse zendeling Robert Moffat, die hij met grote eerbied ontving en benoemde tot zijn diplomaat. In 1832 werd Mzilikazi aangevallen door de Zoeloes onder leiding van Dingane, de halfbroer, moordenaar en troonopvolger van wijlen Shaka. Mzilikazi was altijd bewust van de superioriteit van zijn aartsvijand Dingane en was als de dood voor hem. De oorlog eindigde onbeslist, maar overtuigde Mzilikazi om zich verder naar het westen te verplaatsen; ditmaal naar de Maricorivier. Hier vestigde hij zich in zijn nieuwe hoofdkraal Kapain, niet ver van het hedendaagse Mafikeng. Aldaar regeerde hij over zo'n 20.000 onderdanen. Ook hier roeide hij zoveel mogelijk de San-volkeren uit en kwam in conflict met de Tswana zoals de Barolong. In 1836 stuurde hij zijn hoofdadviseur Mncumbathe naar Kaapstad om een verdrag van vriendschap te sluiten met de Kaapse gouverneur Benjamin D'Urban.
In de zomer van 1836 vernam Mzilikazi van een patrouille dat zijn rijk werd binnengevallen door de migrerende Voortrekkers, ofwel Boeren. Hij stuurde een impi onder leiding van luitenant Mkalipi op de indringers af, met het bevel om alle mannen te vermoorden en de vrouwen gevangen te nemen. Bij deze aanvallen kwamen 53 Voortrekkers om het leven. Een andere aanval werd teruggeslagen bij de Slag van Vegkop, waarbij slechts 40 Voortrekkers onder leiding van Hendrik Potgieter in hun laager een Ndebeleleger van 5.000 man versloegen. Desondanks wisten de Ndebele 50.000 schapen, 5.000 koeien en honderden paarden buit te maken. Op 17 januari 1837 sloegen de Voortrekkers terug bij de Slag van Mosega, waarbij Mzilikazi's militaire hoofdkwartier met de grond gelijk werd gemaakt. De genadeklap werd uitgedeeld bij de Slag van Kapain. Mzilikazi sloeg op de vlucht en zijn heerschappij over de Transvaal was ten einde gekomen. Potgieter verklaarde het gebied dat hij op Mzilikazi had veroverd tot eigendom van de Voortrekkers. De Transvaal zou van 1852 tot 1902 bekendstaan als de Zuid-Afrikaansche Republiek.

### Mthwakazi

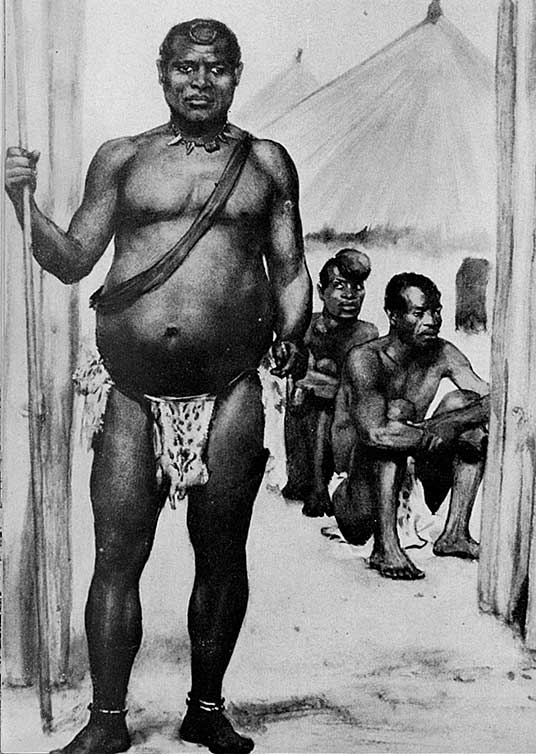
Lobengula was de zoon en opvolger van Mzilikazi

Mzilikazi splitste zijn volgelingen op in twee kampen. Het ene kamp stak de Limpoporivier over en vestigde zich in het zuidwesten van het hedendaagse Zimbabwe, een streek die sindsdien bekend staat als Matabeleland. Het andere kamp, onder leiding van Mzilikazi zelf, nam een omweg via het hedendaagse Botswana. Toen hij eenmaal in Matabaleland arriveerde bleek zijn zoon Nkulumane een staatsgreep te hebben gepleegd. Mzilikazi stootte hem van de troon en liet alle dissidenten vermoorden.
De inheemse Kalanga- en Shonastammen waren tijdens de Mfecane ernstig verzwakt door andere Ngunistammen en konden zich niet verweren tegen de overmacht van Ndebele. De meeste Shonastammen onderwierpen zich aan Mzilikazi en werden gedwongen belasting te betalen; de Kalanga werden geassimileerd of vluchtten naar Botswana. Mzilikazi smeedde het overwonnen land tot het Koninkrijk Mthwakazi. Vanuit zijn nieuwe hoofdkraal Bulawayo bleef hij de Shona beroven voor slaven en vee. In 1847 wist hij een nieuwe aanval van de Boeren onder leiding van Potgieter af te slaan. Mzilikazi voelde zich nu minder bedreigd en hechtte vanaf dan minder waarde aan militaire expedities. Vanaf 1850 voerde hij geen enkele oorlog meer en in 1852 sloot hij een vredesverdrag met de Boeren, waarbij hij de Boeren toestemming gaf om in zijn land te jagen. In 1854 werd hij herenigd met Robert Moffat, die de Ndebele uit hun isolatie haalde en aan handelaars introduceerde. Moffat zou Mzilikazi nog tweemaal bezoeken, in 1857 en 1860.
In de laatste jaren van zijn leven werd goud ontdekt in zijn koninkrijk, wat leidde tot nieuwe belangstelling van Europeanen om zijn land in te lijven. Toen zijn gezondheid achteruit ging leefde hij in een wagon waarin hij door zijn domein reisde. Mzilikazi stierf op 9 september 1868, zonder een opvolger aan te wijzen om over zijn ongeveer 100.000 onderdanen te regeren. Zijn hoofdadviseur Mncumbathe trad op als waarnemend leider. Na een machtsstrijd werd Mzilikazi uiteindelijk opgevolgd door zijn zoon Lobengula, die het koninkrijk 25 jaar later zou verliezen aan het Britse Rijk in de Eerste Matabele-oorlog.

## Persoonlijk

### Heerschappij
Mzilikazi regeerde als een absoluut vorst wiens wil wet was. Hij werd bijgestaan door de zintuna (enkelvoud intuna), een hiërarchie van officieren met civiele en militaire taken. Mzilikazi reisde vaak van kraal naar kraal en bracht soms verrassingsbezoeken om de toestanden te inspecteren. Zijn volk werd beschreven als vrolijk en in goede welzijn.

### Persoonlijkheid
Mzilikazi werd door de zendelingen beschreven als een man met een even vriendelijk als wreed karakter. Blanken die zijn persoonlijke autoriteit erkenden verwelkomde hij graag in zijn hof. Hij leidde een luxueus leven en was zo ijdel dat hij zogenaamde "beroepsaanbidders" in dienst had. Ondanks de vele bezoeken van missionarissen heeft hij zich nooit tot het christendom bekeerd.

### Uiterlijk
De reiziger William Cornwallis Harris beschreef Mzilikazi als lang en goed gebouwd, hoewel wat gezet, met een aangenaam gelaat en een sluwe, achterdochtige blik in zijn ogen. Hij was kaal en baardloos, waardoor zijn leeftijd moeilijk was in te schatten. Zijn kroon bestond uit een ovale ring die was gedecoreerd met drie groene parkietenstaartveren. Verder droeg hij een ketting met blauwe kralen, een enkelband en een heupgordel met luipaardstaarten als enige kleding.